# La donna del lago (film)
La donna del lago è un film italiano del 1965, diretto a quattro mani da Luigi Bazzoni e Franco Rossellini e presentato nello stesso anno al Locarno Film Festival. Il soggetto è tratto dal romanzo omonimo di Giovanni Comisso, del 1962, a sua volta ispirato da alcuni dei delitti di Alleghe.

## Trama
Lo scrittore Bernard sta attraversando una crisi sentimentale e lavorativa. Decide quindi di concedersi una pausa e si dirige in un albergo in montagna, nei pressi di un lago, dove aveva già soggiornato l'anno prima e aveva avuto una fugace relazione con Tilde, la cameriera dell'albergo. L'uomo intende incontrare la ragazza, che non ha mai dimenticato. All'arrivo viene ricevuto dal signor Enrico, il proprietario, e da una dei suoi due figli, Irma.
Bernard scopre che Tilde è morta da circa un anno e riesce ad avere solo notizie molto vaghe sul suo decesso: si sarebbe trattato di un suicidio ma apparentemente nessuno ne sa molto e l'omertà circonda il piccolo paese, l'inchiesta è stata frettolosamente archiviata. Francesco, il fotografo del luogo, convince il disperato Bernard di potergli egli stesso fornire alcune informazioni: gli mostra così una foto scattata a Tilde pochi giorni prima che morisse. Dalla foto sembra che Tilde sia incinta e, sulle scarse notizie racimolate, Bernard immagina una tresca e che Enrico abbia ucciso la giovane per gelosia. Intanto fanno ritorno dal viaggio di nozze l'irascibile Mario, l'altro figlio di Enrico, e la moglie Adriana, donna dal contegno oscuro e sospetto. Pochi giorni dopo, è tuttavia quest'ultima ad esser rinvenuta cadavere nel lago: la donna, però, non è annegata ma risulta precedentemente soffocata. Stessa sorte seguono Mario e il signor Enrico, che Bernard rinviene progressivamente uccisi nel mattatoio di Mario sito di fronte all'albergo. Lo scrittore scopre che Tilde era divenuta l'amante sia di Mario sia di Enrico e che il figlio che aspettava non poteva essere che di uno dei due uomini; inoltre, che Tilde, figura che egli aveva idealizzato oltre misura, stava ricattando la famiglia, la quale paventava uno scandalo, giacché Mario era sposato e l'altro un uomo anziano a capo di un clan potente in paese.
Infine Bernard scorge Irma sulle rive del lago e la donna gli confessa di aver ucciso Adriana e poi anche il padre ed il fratello, in un crescendo di violenze ed incomprensioni. Tilde, invece, era stata uccisa da Mario, sobillato dalla stessa Irma che intendeva evitare lo scandalo. Irma, sconvolta, si allontana gridando. Qualche giorno dopo, viene rinvenuta la pelliccia della donna la quale, probabilmente, è morta annegata nel lago. Del suo corpo, però, non viene trovata alcuna traccia.

## Produzione
Il film, ambientato in una imprecisata località turistica a bordo lago in un periodo di bassa stagione in cui essa non è frequentata, fu girato a Brunico e Bolsena.
Ispirato all'omonimo romanzo di Giovanni Comisso, fu la prima trasposizione in video dei su citati delitti di Alleghe.

## Distribuzione
Il film è stato distribuito dal 1965 al 1971 con i seguenti titoli in diversi paesi:
nel Regno Unito e negli USA: The Possessed;
in Brasile: A Mulher do Lago: 
in Francia: La femme du lac;
in Grecia: I gynaika tis limnis;
in Spagna: La mujer del lago;
nella allora Unione Sovietica: Женщина озера;
negli altri paesi, col titolo tradotto in inglese: The Lady of the Lake.

## Accoglienza

### Critica
Nel suo “papiro elettronico”, Marcel M.J. Davinotti rileva da un lato la novità dell’esperimento tentato dai registi Bazzoni e F. Rossellini (ossia dirigere un giallo ambientato in Italia mettendo da parte gli stilemi inglesi alla Agatha Christie); loda inoltre l’atmosfera algida e strana, il bianco e nero “asettico” e tuttavia pregnante: non di meno però sottolinea le manchevolezze della sceneggiatura, infine involontariamente caotica e che dà adito a parentesi noiose o non sufficientemente motivate, con ragionamenti tracimanti nella fantasticheria e nell’arzigogolo senza che l’induzione si riveli appropriata al contesto.
Sullo stesso sito, ciononostante, se non mancano commenti ugualmente negativi, riguardanti più punti, dalla sceneggiatura carente alla musica “colta ma fuori luogo”, ne figurano tuttavia di positivi, ancora sull’atmosfera eterea, larvale e “limbale”, sul carattere “labirintico”, l’ambiguità dei personaggi malgrado qualche bozzettismo e, in assoluto, sul montaggio “straniante” di Baragli oltre che sulla magistrale interpretazione di Salvo Randone e l'erotismo conturbante di Virna Lisi, sull’incastro di allucinazioni e presagi del protagonista, ‘’alter ego’’ dello scrittore -e ‘detective’, nel caso- Sergio Saviane.
Per l’indagine psicologica in soggettiva, non meno che per il tema, assai in voga nel periodo, dell'alienazione e della crisi della borghesia europea, viene costruito un rimando all’appena precedente (del 1961; e talora analogamente surreale) film di Alain Resnais “L'anno scorso a Marienbad”.
Altri si sofferma sulle nuance esistenzialistiche di un thriller che tenta la sintesi dell'ispirazione hitchcockiana, lasciando percepire persino nella colonna sonora alcune sonorità herrmanniane, con quella proveniente dal cinema di Antonioni, senza tuttavia poter competere con la saldezza narrativa del primo e "il fascino figurativo del secondo": giacché appunto anche nella trama si ripropongono sia la ricerca, da parte di un non professionista, di una donna amata che si rivela ben più misero specchio di una realtà sfuggente e ben diversa dalla donna reale (come ne La donna che visse due volte, la personalità di Tilde la rende ben lontana dalla sostanza autentica della donna, quando invece lo scrittore, che non a caso viene definito spesso "malato", nel ricordo, l'aveva resa una figura angelica cui tributare addirittura una sorta di "venerazione neopagana", per la sua bellezza iconica alla Kim Novak), sia, peculiarità dell'appena citato film, la duplicazione, presente anche in Psyco insieme con l'ambientazione in un albergo decentrato e misterioso, non meno che lo smarrimento esistenziale di sapore kafkiano, atmosfera quest'ultima rinnovata anche nella compiacenza persecutoria della polizia come nell'apparenza di paranoia che desta lo spavento dei testimoni, e la trappola che in esse si realizza, tanto che tali rinvii faranno risultare il film in un tentativo di alta cinematografia ambizioso, ma fallito proprio per la sommarietà, la macchinosità e l'affastellamento paratattico di essi.
È stato notato che Rossellini e Bazzoni adottano un doppio espediente narrativo cinematografico che fonde l’idea dell’hotel quale microcosmo e metafora del cinema stesso, per di più da un lato ribadendo la metafora del cinema come "specchio" nel porre l’hotel a riflettersi sulle rive di un lago così come un proiettore effonde le immagini sullo schermo, e dall’altro ponendosi quale, pur oscuro o frainteso, antesignano di un genere ed altresì prototipo per il discusso e oggi meno innovativo o misconosciuto Blow-Up di Antonioni.
Peraltro, il lago, col suo carattere brumoso, si propone non di meno come metafora del  "perbenismo piccolo-borghese" che soffoca e copre nel silenzio e nell'omertà i suoi delitti e le perversità.
Inoltre, i due registi costruiscono un labirinto narrativo che interpella direttamente lo spettatore e lo lascia incapace di ravvisare la distinzione tra fantasia e realtà, mentre insegue le fantasmagorie dell'improvvisato detective che accetta persino suggerimenti dai sogni per "carambolare" da un'ipotesi pazzoide all'altra.
Se poi il finale si rivela deludente nel rivelare omicidi e follia, proprio la sequenza intermedia, insensata e non finalizzata, è invece ragguardevole per il suo carattere onirico e allucinatorio reso da immagini di fascino intenso e coinvolgente.
Proprio le qualità della fotografia sono generalmente evidenziate, per il sapiente uso del contrasto, della saturazione e dell’esposizione in senso espressionista.